# Місквамікат (Род-Айленд)
Місквамікат (англ. Misquamicut) — переписна місцевість (CDP) в США, в окрузі Вашингтон штату Род-Айленд. Населення — 434 особи (2020).

## Географія
Місквамікат розташований за координатами 41°19′12″ пн. ш. 71°49′36″ зх. д. / 41.32000° пн. ш. 71.82667° зх. д. (41.320114, -71.826770).  За даними Бюро перепису населення США в 2010 році переписна місцевість мала площу 3,23 км², з яких 3,03 км² — суходіл та 0,19 км² — водойми.

## Демографія
Згідно з переписом 2010 року, у переписній місцевості мешкало 390 осіб у 223 домогосподарствах у складі 116 родин. Густота населення становила 121 особа/км².  Було 806 помешкань (250/км²).
Расовий склад населення:
| - 97,9 % — білих - 0,5 % — азіатів - 0,3 % — корінних американців |

До двох чи більше рас належало 0,5 %. Частка іспаномовних становила 0,8 % від усіх жителів.
За віковим діапазоном населення розподілялося таким чином: 9,0 % — особи молодші 18 років, 53,1 % — особи у віці 18—64 років, 37,9 % — особи у віці 65 років та старші. Медіана віку мешканця становила 61,0 року. На 100 осіб жіночої статі у переписній місцевості припадало 97,0 чоловіків;  на 100 жінок у віці від 18 років та старших — 100,6 чоловіків також старших 18 років.
Середній дохід на одне домашнє господарство  становив 93 831 долар США (медіана — 70 750), а середній дохід на одну сім'ю — 110 395 доларів (медіана — 78 750). За межею бідності перебувало 4,3 % осіб, у тому числі 0,0 % дітей у віці до 18 років та 3,7 % осіб у віці 65 років та старших.
Цивільне працевлаштоване населення становило 119 осіб. Основні галузі зайнятості: мистецтво, розваги та відпочинок — 21,0 %, виробництво — 18,5 %, науковці, спеціалісти, менеджери — 16,8 %.